# Jorge Volpi
Jorge Luis Volpi Escalante (en español: ⓘ) (Ciudad de México, 10 de julio de 1968), conocido como Jorge Volpi, es un escritor mexicano miembro de la denominada generación del crack y, desde el 8 de diciembre del 2016, coordinador de Difusión Cultural de la UNAM. En el 2018, obtuvo el Premio Alfaguara, por su obra Una novela criminal. Desde febrero de 2022 es director del Centro de Estudios Mexicanos (CEM) en España de la Universidad Nacional Autónoma de México (UNAM).

## Biografía
Volpi comenzó a escribir muy joven, a los dieciséis años, tras participar en un concurso de cuento en el Centro Universitario México, al que también acudieron Ignacio Padilla y Eloy Urroz, con quienes más tarde elaboraría el Manifiesto Crack. Fue catedrático de la Universidad Marista y de la UDLAP. Luego se decantó por lecturas de historia, filosofía y ciencia. Se tituló en Derecho por la Universidad Nacional Autónoma de México (UNAM), en 1993, y obtuvo el grado de maestro en letras mexicanas por la misma universidad; se doctoró en filología hispánica por la Universidad de Salamanca, junto a su amigo Padilla, con una tesis sobre las relaciones entre el subcomandante Marcos y los intelectuales en 1994 (más tarde se convertiría en el libro La guerra y las palabras). Sobre el poeta Jorge Cuesta, escribió el ensayo El magisterio de Jorge Cuesta, que le valió el Premio Plural de Ensayo en 1991. Ese mismo año, publicó su primer libro de cuentos, Pieza en forma de sonata, para flauta, oboe, cello y arpa, Op. 1, donde reflexiona sobre la enfermedad que produce la música en sus intérpretes, que tienen un ímpetu obsesivo de alcanzar la ejecución perfecta de su instrumento musical, como si fuese una especie de destino sexual. Fue profesor visitante en las universidades de Emory (Atlanta) y Cornell (Ithaca, Nueva York).
Su primera producción novelística agrupa A pesar del oscuro silencio (1993), La paz de los sepulcros (1995) y El temperamento melancólico (1996) y las novelas cortas Días de ira (en el volumen Tres bosquejos del mal, 1994), Sanar tu piel amarga (1997) y El juego del Apocalipsis (2000).
Con su novela En busca de Klingsor (Seix Barral, 1999), que obtuvo varios premios, inició una llamada Trilogía del siglo XX. Esta obra —que trata sobre un científico estadounidense que se une al ejército con la misión, al final de la Segunda Guerra Mundial, de descubrir quién es Klingsor, presumiblemente un científico nazi de muy alto nivel— supuso su consagración internacional al ser publicada en veinticinco idiomas. Completó la trilogía con El fin de la locura (Seix Barral, 2003) y No será la tierra (Alfaguara, 2006).

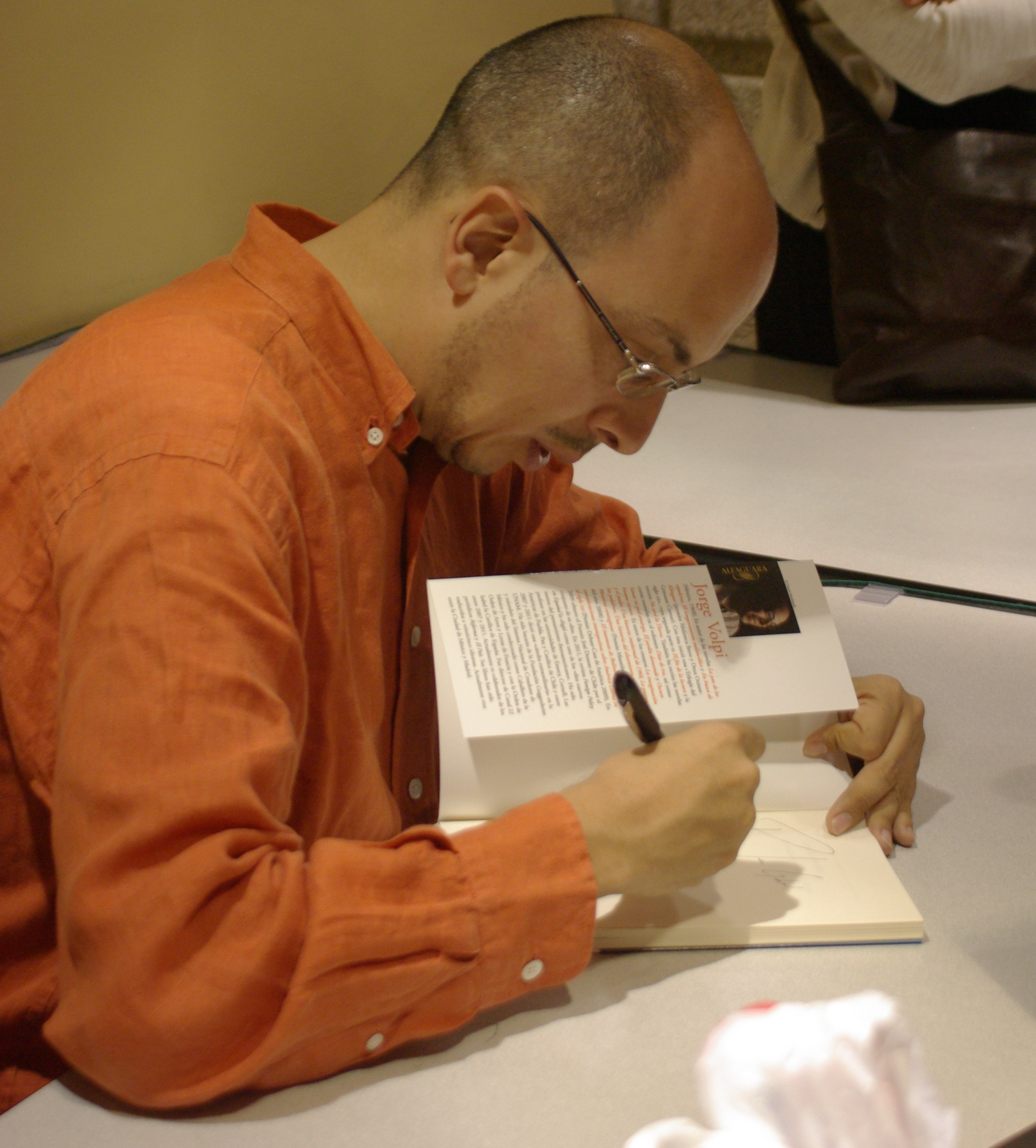
Jorge Volpi firma un autógrafo en la Feria Internacional del Libro de Miami 2011.

Escritor atípico en la esfera cultural mexicana, Volpi se documenta a fondo antes de empezar una obra y siente una gran pasión por el mundo de la ciencia y sus implicaciones, así como por la política y el pensamiento actual. Sus novelas van dirigidas a un lector culto, inquieto e inteligente, a fin de inducirlo a una reflexión ética en el fondo.
Además, ha cultivado el ensayo con obras como La imaginación y el poder. Una historia intelectual de 1968 y La guerra y las palabras. Una historia intelectual de 1994, donde aborda la Revolución Zapatista, Mentiras contagiosas, autor de antologías (Día de muertos, de jóvenes cuentistas mexicanos) y, junto con Fernando Iwasaki, de una edición comentada de los cuentos completos de Edgar Allan Poe, en la que participan sesenta y nueve cuentistas españoles e hispanoamericanos. Su ensayo más reciente es Leer la mente. El cerebro y el arte de la ficción (2011).[cita requerida]
Colabora habitualmente, entre otros medios, con el semanario mexicano Proceso, el diario español El País, y tiene un blog en El Boomeran(g). Ha sido profesor universitario, miembro del 
Sistema Nacional de Creadores de México, director del Instituto de México en París (2001) —en Francia compiló durante dos años información sobre el mayo de 1968 para sus obras, y leyó en profundidad las teorías de Jacques Lacan, Michel Foucault, Roland Barthes y Louis Althusser— y, durante cuatro años, dirigió Canal 22, la cadena cultural de la televisión pública de México.
Recibió el V Premio Planeta-Casa de América 2012 por La tejedora de sombras, novela sobre Christiana Morgan y sobre su relación con el director de la Clínica Psicoanalítica de Harvard (creadores, ambos, del Test de Apercepción Temática), Henry Murray.
En el servicio público, fue director del Centro Cultural de México en París, de 2001 a 2003. Durante el sexenio del presidente Felipe Calderón Hinojosa fue director de Canal 22 (2007 a 2011).[cita requerida]
Desde el 8 de diciembre del 2016, es titular de la Coordinación de Difusión Cultural de la Universidad Nacional Autónoma de México y profesor de Cátedra Especial en la Facultad de Filosofía y Letras de la UNAM, con el curso "Los orígenes de la violencia. Perspectivas literarias y científicas."
En 2022 le fue concedida la nacionalidad española por carta de naturaleza.

## Obras

### Novelas y cuentos
- Pieza en forma de sonata, para flauta, oboe, cello y arpa, Op. 1, cuentos, Cuadernos de Malinalco, México, 1991 (Seix Barral, Barcelona, 2003)
- A pesar del oscuro silencio, Joaquín Mortiz, México, 1992
- Días de ira (relato publicado en el volumen Tres bosquejos del mal, junto con otros dos: Imposibilidad de los cuervos de Ignacio Padilla y Las plegarias del cuerpo, de Eloy Urroz); Siglo XXI Editores, México, 1994
- La paz de los sepulcros, Editorial Aldus, México, D.F., 1995 (edición corregida: Planeta, 2007)
- El temperamento melancólico, Nueva Imagen, México, D.F., 1996
- Sanar tu piel amarga, Nueva Imagen, México, D.F., 1997
- En busca de Klingsor, Seix Barral, 1999
- El juego del Apocalipsis, Plaza y Janés, 2001
- El fin de la locura, Seix Barral, 2003
- No será la tierra (Tiempo de cenizas), Alfaguara, 2006
- El jardín devastado, mezcla de memoria, ficción y aforismos; Alfaguara, 2008
- Oscuro bosque oscuro, Editorial Almadia, Oaxaca de Juárez, Oaxaca, 2009 (en España, Salto de Página, 2010)
- Días de ira. Páginas de Espuma, Madrid, 2011. Cuentos, según la editorial, aunque el autor no está tan seguro.[12] Contiene tres textos: A pesar del oscuro silencio, Días de ira y El Juego del Apocalipsis
- La tejedora de sombras, Planeta, 2012
- La paz de los sepulcros, Editorial Alrevés, 2013
- Memorial del engaño, Alfaguara, 2014
- Las elegidas, Alfaguara, 2015
- Una novela criminal, Alfaguara, 2018
- Partes de guerra, Alfaguara, 2022

### Ensayos
- La imaginación y el poder. Una historia intelectual de 1968, Ediciones Era, México, D.F., 1998
- La guerra y las palabras. Una historia intelectual de 1994, Seix Barral, Barcelona, 2004; ISBN 978-84-322-0886-7
- Crack. Instrucciones de uso, con Ricardo Chávez Castañeda, Alejandro Estivill, Vicente Herrasti, Ignacio Padilla, Pedro Ángel Palou y Eloy Urroz, Mondadori, Barcelona, 2005; ISBN 978-84-397-1167-4
- México. Lo que todo ciudadano quisiera (no) saber de su patria, con Denise Dresser; Aguilar, México, 2006. León Krauze muestra en Dresser y Volpi: inspirados que los autores copian las ideas de Jon Stewart y de la obra America: The Book y las adaptan a México[13]
- Mentiras contagiosas: Ensayos, Páginas de Espuma, Madrid, 2008; ISBN 978-84-8393-007-6
- El insomnio de Bolívar, Mondadori, 2009
- Leer la mente. El cerebro y el arte de la ficción, Alfaguara, México, 2011
- Examen de mi padre, Alfaguara, México, 2016

### Antologías
- Día de muertos, DeBolsillo, 2001; jóvenes cuentistas mexicanos; coordinación y selección de Volpi. Contiene 13 relatos:
  - Los santos inocentes, de Eduardo Antonio Parra; Optimistas, de Rosa Beltrán; Melville no suele escuchar el sonido del viento, de Mario Bellatin; Urbarat 451, de Adrián Curiel Rivera; Altar a solas, de Alejandra Bernal; Huaquechula, de Pedro Ángel Palou; El trueque, de Eloy Urroz; Novia de azúcar, de Ana García Bergua; Los cerros de cobre, de Pablo Soler; Ajedrez, de Martín Solares; Domingo, de Guadalupe Nettel; El bienquisto a su pesar, de Ignacio Padilla y Epílogo: Filípica contra los altares, de Guillermo Sheridan

## Premios y reconocimientos
- Premio Plural de ensayo 1991
- Premio Biblioteca Breve 1999 por En busca de Klingsor
- Prix Grinzane Cavour Deux Océans 2000 por En busca de Klingsor (À la recherche de Klingsor)
- Premio Mejor Traducción del Instituto Cervantes de Roma 2002 por En busca de Klingsor (In cerca di Klingsor)
- Premio Iberoamericano Debate-Casa de América 2008 por El insomnio de Bolívar[14]
- Premio Mazatlán de Literatura 2009 por Mentiras contagiosas
- Premio José Donoso 2009
- Beca Guggenheim
- Caballero de la Orden de las Artes y las Letras (Francia) 2009, impuesta por el embajador de Francia en México, Daniel Parfait.[15]
- Premio Planeta-Casa de América 2012 por La tejedora de sombras
- Oficial de la Orden de Isabel la Católica (España) 2016, impuesta por el embajador de España en México, Luis Fernández-Cid.
- Premio Alfaguara de Novela 2018

| Predecesor: José Leyva (1972) | Premio Biblioteca Breve 1999 | Sucesor: Gonzalo Garcés |